# 赵杰 (1955年)
趙傑（1955年8月—），男，漢族，天津人，哈爾濱工業大學管理科學與工程專業畢業，在職研究生學歷。1972年12月參加工作，1982年3月加入中國共產黨。

## 生平
畢業於天津財經學院商業經濟專業，後進入國務院財貿部門工作，曾任国家国内贸易局设备成套管理局局长。2003年，轉任黑龍江省省長助理、省政府黨組成員。2005年3月，出任黑龍江省國有資產監督管理委員會主任。2016年2月，轉任黑龍江省人民政府參事。2018年8月，正式退休。
2020年7月14日，黑龍江省紀委監委宣布趙傑涉嫌嚴重違紀違法，正在接受紀律審查和監察調查。10月27日，遭到黑龙江省纪委开除党籍，并将其涉嫌犯罪问题移送检察机关依法审查起诉。